# Скрыдлова, Мария Николаевна
Мария Николаевна Скрыдлова (21 августа 1898) — адъютант Марии Бочкарёвой в Женском батальоне смерти.

## Биография
Дочь Скрыдлова Николая Илларионовича и Ольги Августовны Лейброк. Отец служил командующим Черноморским флотом. Во время Февральской революции отец был сильно ранен, после чего отправлен в госпиталь. 
Она видела, как на её собственного отца напали на улице солдаты, и только его матросы, которые его любили, настояли на том, чтобы этого офицера не убивали.— Рита Дорр
Затем, испросив благословения отца-адмирала, в дни Великой войны записалась добровольцем в 1-й женский батальон  Марии Бочкарёвой. 
Женщины должны делать что-то большее, чем бинтовать мужские раны.  — Мария Скрыдлова
После события Первой мировой войны некоторое время жила в Советской России, после чего в 1926-м году после выхода замуж за баварского промышленника Рихарда уехала из России. Дальнейшая её судьба пока неизвестна.

## В культуре
Писатель Борис Акунин написал детектив «Батальон ангелов», действие которого происходит в 1917 году в женском батальоне смерти. Из реальных прототипов в книге показаны дочь адмирала Скрыдлова (под именем Александра Шацкая) и Мария Бочкарёва. Однако в книге Акунина Шацкая (в отличие от своего прототипа) погибает в бою.